# زابیت ماگومدشاریپوف
زابیت ماگومدشاریپوف (روسی: Забит Ахмедович Магомедшарипов؛ زادهٔ ۱ مارس ۱۹۹۱) یا ضابط محمدشریفوف ورزشکار هنرهای رزمی ترکیبی اهل روسیه است. وی از سال ۲۰۱۲ میلادی تاکنون مشغول فعالیت بوده‌است.
او یک رزمی‌کار ترکیبی حرفه‌ای سابق اهل روسیه است. او در بخش پر وزن مسابقات قهرمانی مبارزه نهایی (سازمان یواف‌سی) و مسابقات قهرمانی مطلق برکوت (ACB) رقابت می‌کرد، که در آن قهرمان پر وزن ACB شد.